# Wolfgang Schmidt (Konzeptkünstler)
Wolfgang Schmidt (* 1966 in Witten) ist ein deutscher Künstler.

## Künstlerischer Ansatz
Seit dem Studium des Objektdesigns in Dortmund (1988–1993) arbeitet der Künstler Wolfgang Schmidt mit seiner stark reduzierten, langgestreckten menschlichen Figur. Fast 20 Jahre lang erprobt er mit ihrer Hilfe die Möglichkeiten künstlerischen Schaffens, ohne sein Motiv jemals zu verändern. Programmatisch ist, dass erst die Beschränkung auf das immer wiederkehrende Motiv dem Künstler die unbeschränkte Gestaltungsfreiheit eröffnet. Mit seiner Figur, die niemals gleich, aber immer sich selbst ähnlich ist, scheint alles möglich: Es gibt sie als Einzelfigur in jedem künstlerischen Medium, sie ist transformierbar, lässt sich zerteilen, stückeln, verbiegen. Wolfgang Schmidts Figur tritt in Gruppen auf und transportiert so Überlegungen zu einem profunden Thema unserer Gesellschaft: Das Verhältnis zwischen Individuum und Masse. Dennoch ist die Figur abstrahiert genug, um als formales Element zu gelten und Teil von Experimenten zu Serien, Rhythmen und Reihungen zu werden.

## Biografie
Wolfgang Schmidt wurde im Jahr 1966 in Witten geboren und wuchs im Ruhrgebiet auf. 1988 begann er ein Objektdesign-Studium an der Fachhochschule Dortmund, das er fünf Jahre später mit dem Diplom bei Werner Nöfer und Pitt Moog abschloss. Seit 1990 ist auch Dozent für Kunst und Malerei. Von 1992 bis 2000 war Wolfgang Schmidt für den Künstler HD Schrader als erster künstlerischer Assistent tätig. Wolfgang Schmidt lebt und arbeitet in Dortmund und ist Mitglied der Künstlervereinigung Dortmunder Gruppe.

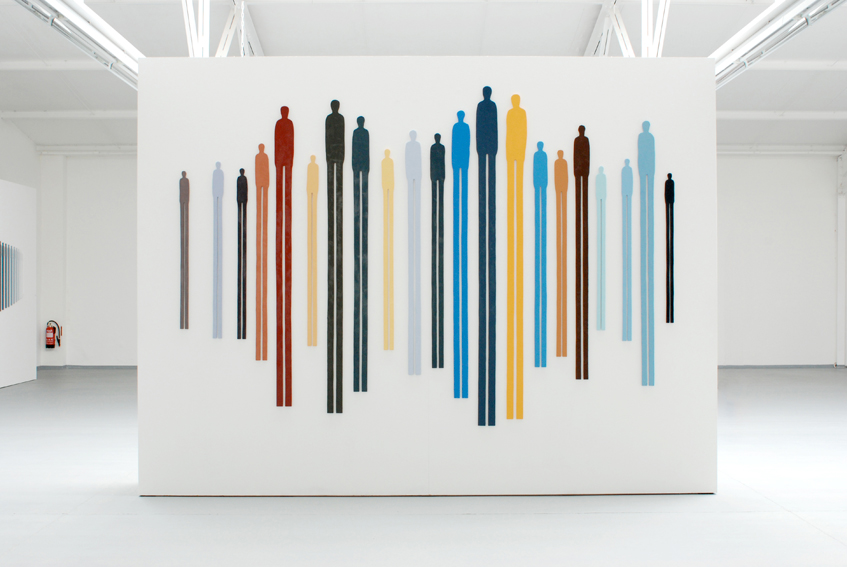
Klassentreffen web

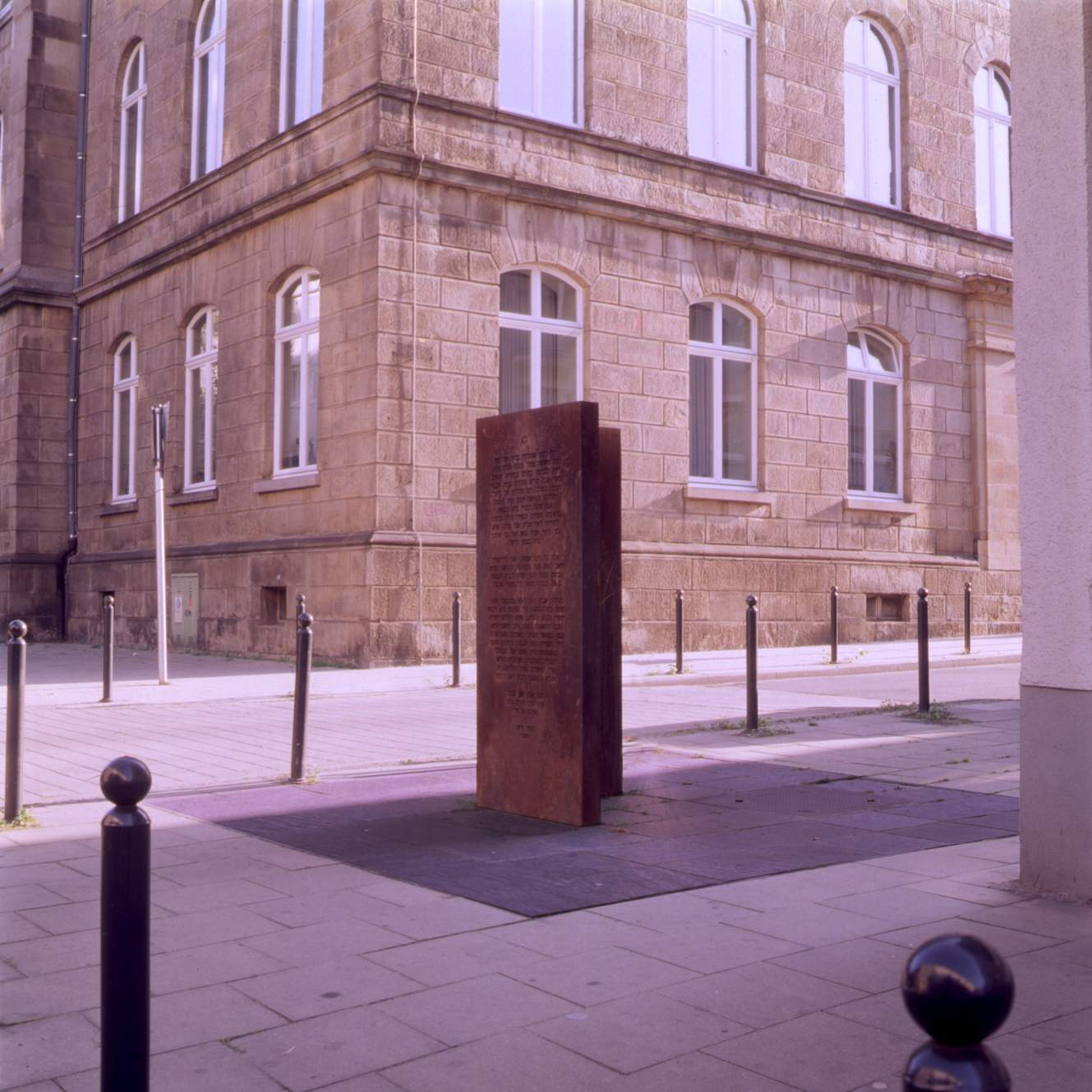
Mahnmal Synagoge Witten

## Auszeichnungen
- 2010: Kunst am Bau: Medical-Center-Ruhrort Parkhaus, Duisburg
- 2002: Dortmunder Grafik 2003
- 1996: Wilhelm-Zimolong-Förderpreis für junge Kunst im Ruhrgebiet, Gladbeck
- 1992: Mahnmal für die ehemalige Synagoge in Witten
- 1990: Baugewerbeverband Westfalen

## Ausstellungen (Auswahl)
- 2019: „Persona“, mit Mari Hiraga (Japan), plan d, Düsseldorf (EA)
- 2018: „Dunavski dijalozi 2018: Volfgang Šmit“, Mali likovni salon, Novi Sad, Serbien (EA)
- 2016: „Die Farbe Grau“, Galerie am Domhof, Zwickau
- 2015: „Spielräume schaffen“, Kunstverein Witten, Galerie Haus Herbede, Witten (EA)
- 2014: „1.8 Kubik“, Dortmunder Gruppe, Städtische Galerie Torhaus Rombergpark, Dortmund
- 2013: „Besucher einer Ausstellung“, DASA, Dortmund (EA)
- 2012: „Gestalten“, Depot, Dortmund, mit Maik Hester, (EA)
- 2011: „from different corners“, Wanderausstellung bis 2012: Galerie arteversum, Düsseldorf; Bart kunst in huis, Nimwegen-Amsterdam/NL; Galerie Bäckerstraße 4, Wien/A; Galerie Kritiku, Prag/CZ; Galerie Chantal Bamberger, Straßburg/F
- 2010: „RuhrFigur“, Hoesch-Museum, Dortmund, (EA)
- 2010: „Mein Quadrat ist die Figur“, Galerie arteversum, Düsseldorf (EA)
- 2008: „Wolfgang Schmidt. Figuren.Welten“, Depot, Dortmund (EA)
- 2008: „Hier und Jetzt“, Gustav-Lübcke-Museum, Hamm
- 2008: „Woher kommen wir? Was sind wir? Wohin gehen wir?“, Galerie arteversum, Düsseldorf
- 2007: „connected“, Altes Museum Mönchengladbach
- 2006: „Wolfgang Schmidt“, Galerie arteversum, Düsseldorf (EA)
- 2005: „Wolfgang Schmidt“, Parlament der Tschechischen Republik, Prag/CZ (EA)
- 2004: „Hier und Jetzt“, Gustav-Lübcke-Museum, Hamm
- 2004: „Wolfgang Schmidt“, Galerie Renate Kammer, Hamburg (EA)
- 2003: „Wolfgang Schmidt“, Städtische Galerie Torhaus Rombergpark, Dortmund (EA)
- 2002: „formidable !“, Galerie Voss, Dortmund
- 2000: „Wolfgang Schmidt“, Galerie Renate Kammer, Hamburg (EA)
- 1999: „Boesner Universalkasten“, Wanderausstellung bis 2000: Galerie Kuckei + Kuckei, Berlin; Galerie Renate Kammer, Hamburg; edition galerie howeg, Zürich/CH; Kulturtage Lana, Lana und Bozen/I; Kunstsalon Wolfsberg, Zürich/CH
- 1998: „Schau, wie blau“, Galerie Renate Kammer, Hamburg
- 1996: „Junge Kunst im Ruhrgebiet“, Kulturzentrum Gladbeck
- 1994: „Jeder Meter für die Kunst“, Wanderausstellung bis 1998: Museum Modern Art, Hünfeld; Fundacja Gerarda, Swieradów Zdrój/PL; BWA Galeria Arsenal, Bialystok/PL; ehemaliges Staatsratsgebäude, Berlin; Fürst-Leopold-Carré, Dessau; Kulturrathaus, Dresden